# 즈볼렌 (폴란드)

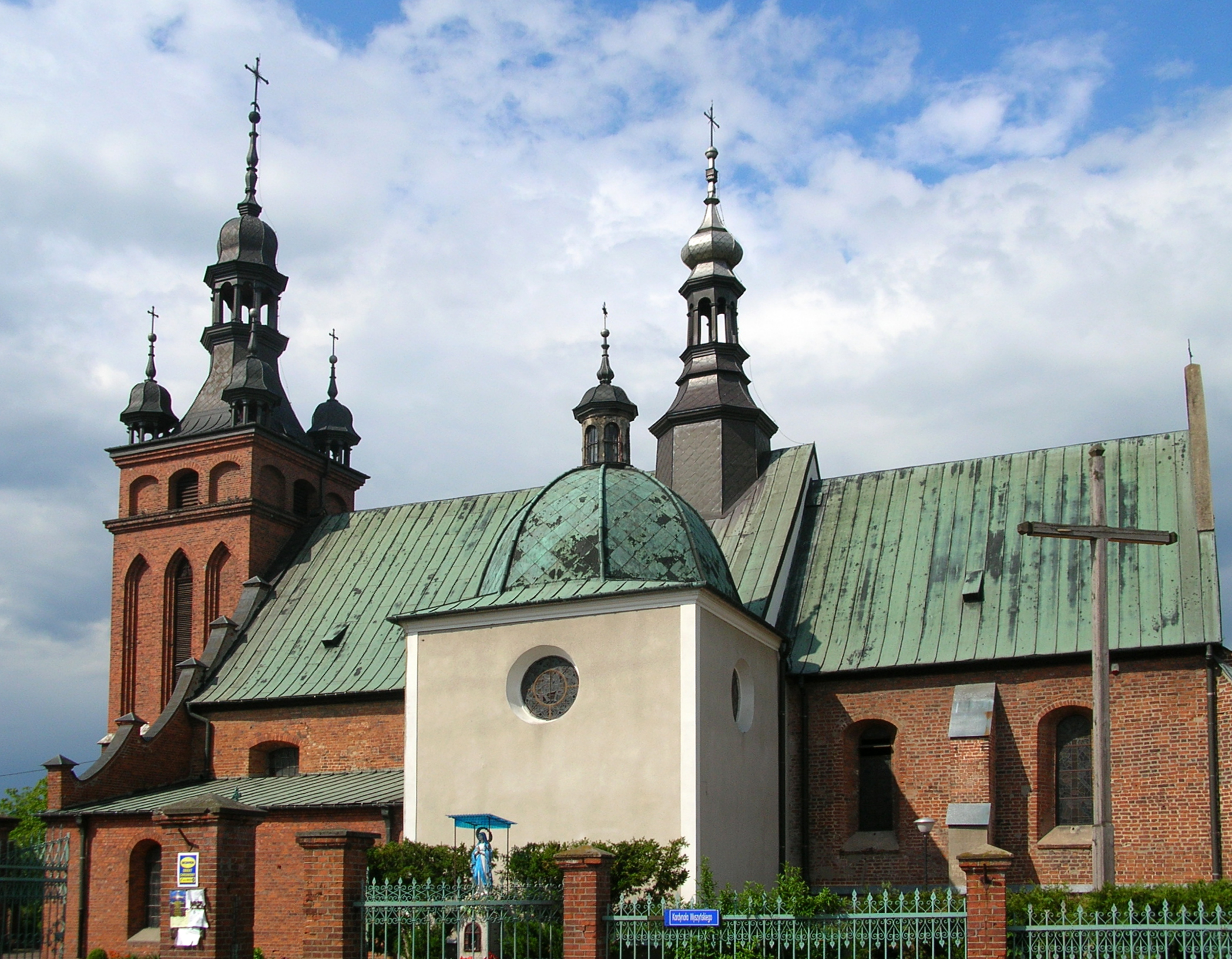
15세기에 건립된 즈볼렌 교회당

즈볼렌(폴란드어: Zwoleń)은 폴란드 마조프셰주에 위치한 도시로 면적은 15.78km2, 인구는 8,176명(2006년 기준), 인구 밀도는 520명/km2이다. 라돔에서 동쪽으로 약 30km 정도 떨어진 곳에 위치한다.

시 문장

## 역사
1425년에 폴란드의 브와디스와프 2세 국왕에 의해 도시 특권을 부여받았다. 16세기에는 루블린-라돔-비엘코폴스카 지방을 잇는 도로 무역의 중심지였으나 대홍수 시대인 1655년부터 1660년 사이에 일어난 스웨덴 군대의 침공으로 인해 파괴되었다.
18세기 후반부터 폴란드 분할에 따라 러시아 제국의 지배를 받았다. 그러나 1869년에 1월 봉기 과정에서 주민들의 반란군 지원에 대한 대응 차원에서 도시 지위를 박탈당했다. 1918년에 제1차 세계 대전의 종전과 함께 폴란드의 지배를 받았다. 제2차 세계 대전 시기에는 나치 독일의 폴란드 침공으로 인하여 이 곳에 거주하던 유대인들이 학살당했다.